# Franklin Edson
Franklin Edson (né en 1832, mort en 1904) était un homme politique américain qui fut maire de New York de 1883 à 1884. Il était présent lors de l'inauguration du pont de Brooklyn le 24 mai 1883, et fut le premier à mentionner la nécessité de la construction du Manhattan Municipal Building dans son rapport annuel de 1884.